# Arsenobetaine
Arsenobetaine là một hợp chất arsen hữu cơ, nguồn arsen chủ yếu trong thủy sản. Đây là hợp chất tương tự trimethylglycin, tên thường gọi là betain. Tính chất hóa sinh và sinh tổng hợp của nó tương tự như cholin và betain.
Arsenobetaine hợp chất phổ biến trong hệ sinh vật biển; nó tương đối không độc hại như một số hợp chất arsen hữu cơ khác như dimethylarsin và trimethylarsin.
Arsenobetaine được biết đến từ năm 1920 nhưng đến năm 1977 cấu trúc hóa học của nó mới được biết rõ.